# Heinrich Kilger der Ältere
Heinrich Kilger (* 5. Februar 1881 in Niederwinkling, Niederbayern; † 5. Mai 1965 in Heidelberg) war ein deutscher Bierbrauer und sozialdemokratischer Funktionär.

## Leben
Während seiner Wanderjahren besuchte Kilger 1902 die Stadt Heidelberg, trat dort in die Gewerkschaft und in die Sozialdemokratische Partei Deutschlands ein und fand Arbeit bei der Heidelberger Aktienbrauerei Kleinlein. Nachdem er 1906 Emma Schüler geheiratet hatte, kam im März 1907 der Sohn Heinrich Kilger der Jüngere zur Welt. Die Mutter starb 1908. Von 1908 bis 1914  Mitglied des Heidelberger Bürgerausschusses, wurde Kilger am 9. Februar 1909 und am 16. Februar 1912 zum Stadtverordneten gewählt. Der zweiten Ehe mit Lina Krämer entstammen der Sohn Adolf Kilger (gefallen 1945) und die Tochter Lina Kilger.
Während der Novemberrevolution saß Kilger im Heidelberger Arbeiter- und Soldatenrat. Als am 12. Juni 1919 zum Stadtrat gewählter Politiker leitete er 1919/20 das Sekretariat des 4. badischen Agitationsbezirks der SPD, dessen Amtsbezirke damals Mannheim, Weinheim, Heidelberg, Mosbach, Wiesloch, Sinsheim, Adelsheim, Buchen, Wertheim und Tauberbischofsheim waren. Am 4. Dezember 1922 und am  15. November 1926 wurde er erneut als Stadtrat wiedergewählt. 1929 war er Vorstandsmitglied der Allgemeinen Ortskrankenkasse, die er wie das Arbeitsamt Heidelberg nach dem Krieg wieder aufbaute. Am 16. November 1930 wurde er zum Stadtverordneten gewählt. 1932 wurde Enkelin Editha geboren. Nach der Machtergreifung der NSDAP 1933 wurde er des Amtes enthoben und zwei Wochen im Heidelberger Gefängnis inhaftiert. Der Verdienstausfall zwischen 1933 und 1942 belief sich auf 21.950 Reichsmark. Im Juli 1944 war er über drei Wochen im KZ Dachau inhaftiert. Das Urteil wegen „Verächtlichmachung von Staatsorganen“ wurde durch Amnestie revidiert. 1945 wurde er wieder in sein Amt eingesetzt und zum Leiter der Landesversicherungsanstalt ernannt. Am 26. Mai 1946 und am 7. Dezember 1947 für die SPD zum Stadtrat gewählt, trat er 1948 in den Ruhestand. Von 1949 bis 1953 war er  2. stellvertretender Vorsitzender des Mietervereins Heidelberg. Am 5. Januar 1954 schied er aus Heidelbergs Stadtrat aus. Er sprach ein Hochdeutsch mit niederbayerischem Akzent. Seine Grabstätte befindet sich auf dem Bergfriedhof (Heidelberg).

„Die SPD ist die beste Partei, man darf sie nur nicht regieren lassen.“